# Nadir's Big Chance
Nadir's Big Chance è un album discografico del cantante britannico Peter Hammill, pubblicato nel febbraio 1975 dalla Charisma Records.

## Tracce
Testi e musiche di Peter Hammill eccetto dove segnalato.
1. Nadir's Big Chance – 3:33
2. The Institute Of Mental Health, Burning – 3:32 (Hammill, Judge Smith)
3. Open Your Eyes – 5:13
4. Nobody's Business – 4:09
5. Been Alone So Long – 4:11 (Judge Smith)
6. Pompeii – 4:25
7. Shingle Song – 4:15
8. Airport – 3:04
9. People You Were Going To – 5:05
10. Birthday Special – 3:36
11. Two Or Three Spectres – 6:20

## Musicisti
- Peter Hammill - voce, chitarra, pianoforte, clavinet, basso elettrico
- David Jackson - sassofono, flauto
- Hugh Banton - organo hammond, basso elettrico
- Guy Evans - batteria